# Yak-42 (航空機)
ヤコヴレフ Yak-42
センターアヴィアのYak-42D
- 用途：旅客機
- 分類：ナローボディ機（単通路機）
- 製造者：A・S・ヤコヴレフ記念試作設計局
- 運用者

  - イジャヴィア（英語版）
  - UTエアー・カーゴ（英語版）
  - クラスアヴィア（英語版）
  - トゥルハン航空（英語版）
- 初飛行：1975年3月7日
- 生産数：185機
- 運用開始：1980年12月22日
- 運用状況：運用中

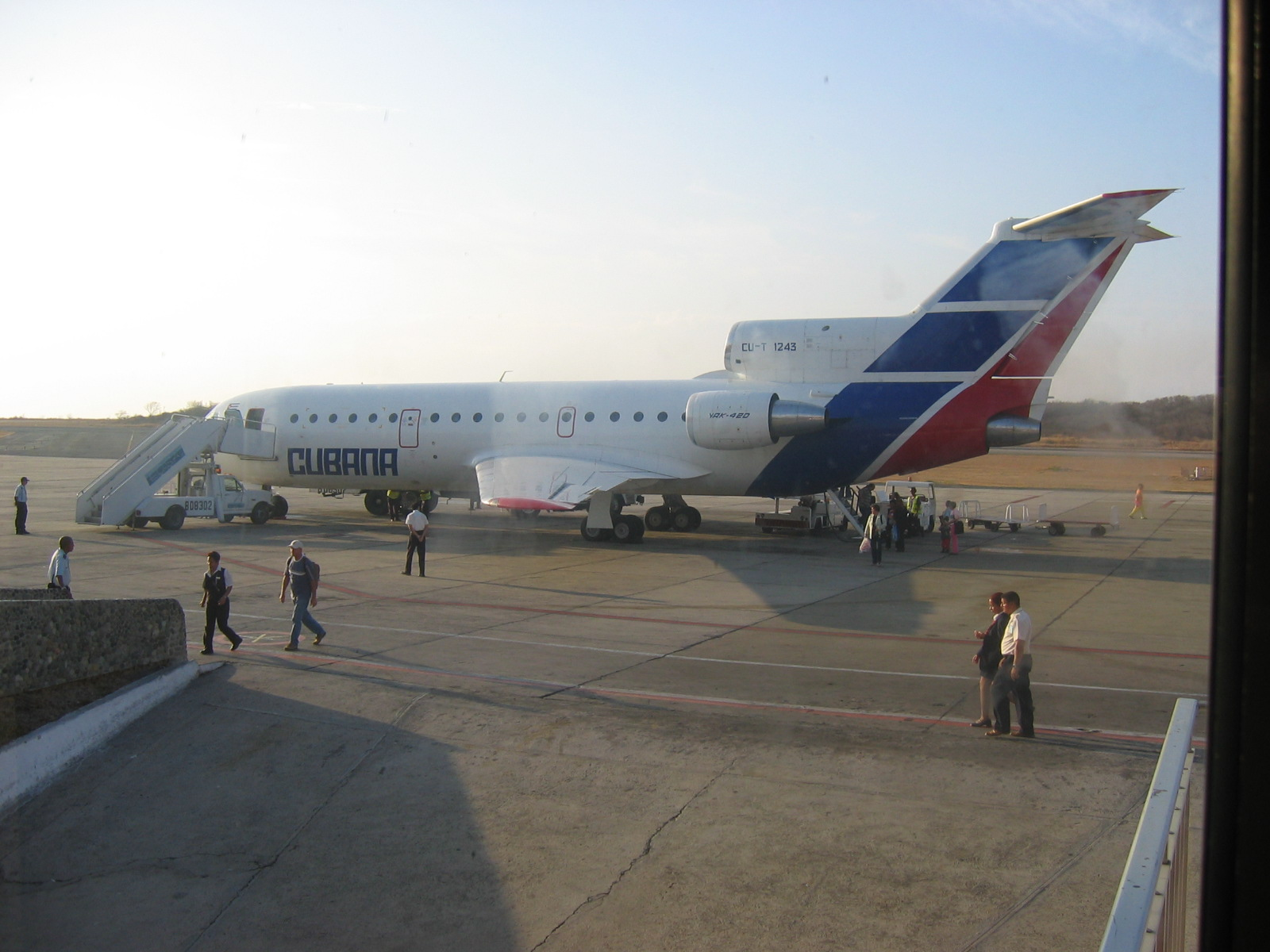
クバーナ航空 Yak-42D
引き込み式タラップ(エアステア)から乗客が降りている。

Yak-42(ロシア語:Як-42ヤーク・ソーラグ・ドヴァー)は、ソ連のヤコヴレフ設計局が開発したジェット旅客機。

## 概要
Yak-42は、Yak-40を大型化した短距離用3発機である。機体はYak-40同様、Tu-154やボーイング727のような機体後部にエンジンを設置したリアエンジンレイアウトである。しかしながら、乗客数が120席と同じ小型の地域路線用のYak-40の30席クラスよりも4倍も増加しており、まったくの新造機と言ってもよい機体である。
また、Yak-40同様、機体後部に引き込み式タラップ（エアステア）を備えていて、
ボーディング・ブリッジや外付けタラップが無くても乗り降りが出来るようになっている。
1973年に計画が公表され、1975年に試作機が初飛行、1980年にアエロフロート・ソ連航空で就航している。しかし1982年6月28日に製造ミスによる水平安定板の機構不具合により墜落して乗員乗客全員が死亡する事故(アエロフロート8641便墜落事故)が発生した。そのため、設計の修正が完了した1984年まで全てのYak-42が飛行停止処分に置かれた。
現在では不具合も解決され、性能も優れていたため2003年まで生産が継続された。主な派生型としてはYak-42D(Як-42Дヤーク・ソーラク・ドヴァー・デー)がある。(Yak-42Dはかつての西側諸国での騒音規制もクリアしている。)
Yak-42は、ロシアやウクライナを中心に徐々に従来のツポレフ製旅客機を代替するなどしてその運用の幅を広げている。旧ソ連諸国の航空会社ではソビエト連邦の崩壊後は西側製の機体を導入することが流行となったが、本機はその中にあって堅調な販売実績をあげているといえる。

### 運航している航空会社
※2023年9月現在
- ロシア
  - イザヴィア（英語版）
  - クラスアヴィア（英語版）

### かつて運航していた航空会社
- キューバ
  - クバーナ航空
- インドネシア
  - ライオン・エア
- カザフスタン
  - エア・カザフスタン
  - SCAT航空
- トルクメニスタン
  - トルクメニスタン航空
- モルドバ
  - モルドバ航空
- ウクライナ
  - ウクライナ航空
  - ドニプロアヴィア
  - リヴィウ航空
- ロシア
  - アエロフロート・ロシア航空
  - UTエアー
  - ガスプロムアヴィア
  - VIM航空
  - タタールスタン航空
  - ドモジェドヴォ航空
  - サラトフ航空

## 事故
- 1982年6月28日、白ロシア・ソビエト社会主義共和国（現ベラルーシ）マズィル上空を飛行していたアエロフロート8641便が急降下し空中分解した。乗員乗客132人全員が死亡した。原因として、Yak-42の設計上の欠陥があげられ、改修工事を受けるまで全機が運航停止となった。

- 2011年9月7日、ロシアのトゥノシナ空港を離陸直後のヤク・サービス9633便がヴォルガ川に墜落。同機はプロホッケーチームのロコモティフ・ヤロスラヴリによりチャーターされた便で、乗客は選手とチーム関係者だった。乗員乗客45人中44人が死亡した。